# Rainer Bach (Musiker)
Rainer Bach (* 14. Dezember 1947 in Bielefeld) ist ein deutscher Country-Sänger und Pedal-Steel-Gitarrist. Er war Gründungsmitglied der Gruppe Truck Stop, veröffentlichte Soloalben und arbeitete als Zahnarzt.

## Leben

### Musikalische Karriere
Rainer Bach lernte mit sieben Jahren das Klavierspielen. Im April 1963 entdeckte er für sich die Beatles und begann, zunächst auf der Wandergitarre zu lernen. Während seiner Schulzeit gründete er eine Beatband namens The Misfits, die vor bis zu 1000 Menschen auftrat. Nach bestandenem Abitur löste sich die Band auf. Nach der Schulzeit verpflichtete Bach sich bei der Bundesmarine und diente unter anderem auf der Gorch Fock, deren Chor er 1968 leitete. 1971 begann er ein Studium der Zahnmedizin in Hamburg.
Im Herbst 1972 gründete er zusammen mit Günter „Cisco“ Berndt, Burkhard „Lucius“ Reichling, Erich Doll, Wolfgang „Teddy“ Ibing und Eckart Hofmann die Gruppe Truck Stop. Insgesamt blieb er etwa zehn Jahre in der Band. Dort sang er und spielte Pedal-Steel-Gitarre. Er war Komponist zahlreicher Hits, darunter auch ihres ersten Charterfolgs Ich möcht’ so gern Dave Dudley hör’n und des Hits Der wilde wilde Westen zusammen mit Erich Doll. Im Dezember 1983 trat er aus der Gruppe aus, da er zwischenzeitlich als Zahnarzt arbeitete und mehr Zeit für seine Patienten benötigte. Neben seiner Arbeit mit Truck Stop beteiligte er sich als Steel-Gitarrist auch an Alben von Volker Lechtenbrink, Reinhard Mey und Peter, Sue & Marc.

### Nach Truck Stop
Seine Zahnarztpraxis eröffnete er 1982 in Seevetal und führte diese bis 2013. Während dieser Zeit komponierte er unter anderem für andere Künstler. Außerdem schrieb er Meditationsmusik für eine Freundin beim DRK-Kurzentrum Carolinensiel und komponierte für deren Kinderhaus die Benefiz-CD Ich möchte so gern ins Kinderhaus, deren Titellied auf der Melodie von Ich möcht’ so gern Dave Dudley hör’n basierte.
Im Jahre 1992 veröffentlichte er sein erstes Soloalbum Auf meine Art über Dino Music; 2014 erschien sein Album Ich bin nicht mehr der Alte über DTM Musik. Neben seinen Soloalben ist er Mitglied der All-Star-Country-Band Third Coast, in der auch unter anderem Nils Tuxen, Werner Becker und Uwe Lost spielten.
Ende 2019 nahm er an der zweiten Staffel von The Voice Senior teil und schied in den Sing-offs aus. Sein Coach war Michael Patrick Kelly.

## Diskografie

### Soloalben
- 1992: Auf meine Art (Dino Music)
- 1995: Licht und Schatten (DTM, Kompilation)
- 2014: Ich bin nicht mehr der Alte! (DTM)

### Singles
- 1992: Mami, Mami, er hat nicht gebohrt! (Dino Music)
- 1992: Sie hat geweint (Doch sie sieht fröhlich aus) (Dino Music)
- 1995: Kann es sein …/Du bist total mein Typ (DTM)

### Mit Truck Stop
- 1973: Truck Stop
- 1974: Can’t Stop Truck Stop
- 1975: Keep on Truckin’
- 1976: Truckin’ on New Tracks
- 1977: Truck Stop Live
- 1977: Zu Hause
- 1978: Auf Achse
- 1978: Highway 59 (2 LPs)
- 1979: Bitte recht freundlich
- 1980: Truck Stop
- 1981: Die Cowboys
- 1983: Potz Blitz

### Gastauftritte
- 1977: Peter, Sue & Marc – Mountain Man (Steel-Gitarre)
- 1978: Volker Lechtenbrink – Meine Tür steht immer offen (Fender & Steel-Gitarre)
- 1980: Reinhard Mey – Jahreszeiten (Steel-Gitarre)
- 1981: Reinhard Mey – Freundliche Gesichter (Steel-Gitarre)